# 伊藤峻祐
伊藤 峻祐（いとう しゅんすけ、2000年5月2日 - ）は、ジャパンラグビーリーグワン静岡ブルーレヴズに所属するラグビー選手。

## プロフィール
- 神奈川県茅ヶ崎市出身[1]。
- ポジションはセンター(CTB)。
- 身長 178 cm、体重 87 kg
- 兄の康祐もラグビー選手[2]。
- U17日本代表に選ばれたことがある。
- U20日本代表候補に選ばれたことがある[3]。

## 来歴
5歳からラグビーを始めた。
2019年、桐蔭学園高校卒業後、東海大学に入る。なお桐蔭学園高校時代、高校日本代表候補に選ばれたことがある。
2022年、東海大学体育会ラグビーフットボール部の主将に就任。
2023年1月、アーリーエントリーで静岡ブルーレヴズに加入。同年3月、東海大学卒業。同年12月9日に行われたJAPAN RUGBY LEAGUE ONE第1節東芝ブレイブルーパス東京戦にて途中出場でリーグワン公式戦初出場を果たした。